# Dimension Hatröss
Dimension Hatröss ist das vierte Studioalbum der kanadischen Metal-Band Voivod und wurde 1988 veröffentlicht.

## Entstehung
Bereits kurz nach den Aufnahmen zu Killing Technology Anfang 1987 begann die Band, neue Lieder zu schreiben. Der Großteil der Stücke des Albums entstand in der Zeit zwischen der USA- und Europa-Tournee. Unmittelbar nach Abschluss der Tour begannen am 4. Dezember 1987 die Aufnahmen im Musiclab-Studio im Berliner Stadtteil Kreuzberg. Produzent war Harris Johns, der bereits bei den Aufnahmen zu Killing Technology diese Aufgabe wahrgenommen hatte. Die Musiker stellten sich als sehr experimentierfreudig heraus, so verwendete Sänger Denis Belanger das Intercom-System des Studios für seine Gesangsaufnahmen und Schlagzeuger Michel Langevin setzte stellenweise ein elektronisches Schlagzeug ein.  Über die Entstehung des Liedes Tribal Convictions sagte Gitarrist Denis D’Amour, der ganze Song sei im Prinzip um den verwendeten Tremolo-Gitarreneffekt herum entstanden. Die Band war bis zum 4. Januar 1988 im Studio und genoss nach eigenen Aussagen die Atmosphäre im geteilten Berlin und die im Vergleich zu ihrer Heimat Québec milden europäischen Wintertemperaturen.
Im März 1988 veröffentlichte das deutsche Independent-Label Noise Records das Album in Europa, in Kanada und den USA erfolgte die Veröffentlichung im Juni des gleichen Jahres. Auf der Erstauflage der LP war ein Sticker mit den Worten „Canada's Nuclear Metal warriors. More psychedelic than ever. The cult lives!“ angebracht. Auf der CD-Version war das Stück Batman enthalten, eine Coverversion von Neal Hefti. Das Album wurde bereits kurz nach seinem Erscheinen im Rundfunk der DDR auf dem Sender DT 64 in der Sendung Duett: Musik für den Rekorder zum kostenlosen Mitschnitt angeboten.

## Musikalische Bedeutung
Das Album markiert den Übergang der Band vom reinen Thrash Metal mit Punk-Einflüssen zum Progressive Metal, der mit Nothingface seinen kommerziellen Höhepunkt erreichte. Zu dem Song Tribal Convictions wurde ein Musikvideo veröffentlicht, das der Band den Durchbruch verschaffte.

## Konzept und Gestaltung
Das Grundkonzept und die Gestaltung stammten von Schlagzeuger Michel Langevin, der von populärwissenschaftlichen Zeitschriften seiner Zeit wie Omni oder Discover inspiriert wurde:

„In der Geschichte geht's um diesen gigantischen Teilchenbeschleuniger, der durch einen Mini-Urknall ein Mikrouniversum im Labor kreiert, in das dann der Voivod reist, um die Evolution zu studieren. Leider endet die ganze Chose in einem Krieg mit apokalyptischen Ausmaßen, woraufhin der Voivod versucht, das Experiment abzubrechen, weil es ein völliger Fehlschlag ist.“

Es handelt sich bei Dimension Hatröss um ein Konzeptalbum. Die A-Seite der LP ist als Prolog, die B-Seite als Epilog bezeichnet. Im ersten Stück Experiment erschafft der Voivod das künstliche Universum und reist hinein. Dort trifft er in Tribal Convictions auf Kreaturen von niederer Intelligenz, die ihn für einen Gott halten. Das dritte Lied Chaosmöngers handelt von seiner Begegnung mit einer äußerst aggressiven Lebensform, die man in der realen Welt als Terroristen bezeichnen würde. Technocratic Manipulator beschreibt die in dieser Welt herrschende Klasse als Technokraten, welche die Bevölkerung unterdrücken und kontrollieren. Inspiriert wurde dieses Stück von dem Buch 1984. Der Epilog beginnt in Macrosolutions to Megaproblems mit dem Kampf der „Chaos Monger“ gegen die Regierung. In Brain Scan trifft der Voivod auf eine hochentwickelte Spezies, die nur mental existiert und in Psychic Vacuum versucht, in das Innere des Voivod einzudringen. Daraufhin flieht er in Cosmic Drama aus diesem Mikrokosmos zurück in sein Labor und zerstört seine Schöpfung.
Die Bezeichnung „Hatröss“ für den erschaffenen Mikrokosmos ist eine Idee von Langevin, der hate (engl. ‚Hass‘) und atroce (franz. ‚grauenhaft‘) zu diesem Wort kombinierte. Das Albumcover stammt ebenfalls von Langevin und ist das letzte, das er gemalt hat. In der Folgezeit stieg er auf Computergrafiken um.

## Kritiken
Greg Prato von Allmusic bescheinigt den Musikern, mit dem Album erwachsen geworden zu sein und nennt Gitarrist Denis D’Amour einen der besten Metal-Gitarristen. Wie auch andere Rezensenten hebt er den veränderten Gesangsstil von Denis Belanger hervor, der anders als auf den Vorgängeralben nicht mehr schreit. Thomas Kupfer bemerkt, dass es Voivod mit diesem Album erstmals gelungen sei, den „kompromisslosen Thrash Metal“ der ersten drei Alben „in intelligentere Bahnen zu lenken“ und bezeichnet den Stil der Band als „Psycho Thrash“.

## Titelliste
- Experiment
- Tribal Convictions
- Chaosmöngers
- Technocratic Manipulators
- Macrosolutions to Megaproblems
- Brain Scan
- Psychic Vacuum
- Cosmic Drama
- Batman (Bonustitel)